# 158
158（一百五十八）是157与159之间的自然数。

## 数学领域
- 合數，正因數有1、2、79和158。
質因數分解為{\displaystyle 2\times 79}。
- 虧數，真因數和為82，虧度為76。
- 不尋常數，大於平方根的質因數為79。
- 第52個半質數。前一個為155、下一個為159。
- 第97個無平方數因數的數。前一個為157、下一個為159。
- 第71個十进制的等數位數。前一個為157、下一個為159。
- 158是一个非欧拉商数，即不存在一个整数恰巧有158个小于它的互质整数。
- 158是一个佩兰数列的数，位于68、90、119之后。
- 158是100!的十进制展开的位数。

## 音乐领域
- 歌曲“158”，独立摇滚乐队Blackbud（英语：Blackbud）演唱。

## 交通领域
- 美国国道158
- 中华民国（台湾）县道158号
- 日本国道158号

## 科学领域
- 未知元素unpentoctium（页面存档备份，存于）的原子量。
- 鲸鱼座的双星NGC 158。
- 小行星158——鸦女星。

## 其他领域
- 公元158年，公元前158年。
- 中国移动移动通信服务号段。